# Prehistoric Kingdom
Prehistoric Kingdom è un videogioco di simulazione sviluppato da Blue Meridian e pubblicato da Crytivo, in cui sarà possibile costruire e gestire un proprio parco preistorico, in cui ospitare dinosauri e altre creature preistoriche. Il gioco è stato reso disponibile nell'ambito del programma di accesso anticipato di Steam il 27 aprile 2022 per Microsoft Windows e macOS ed è disponibile anche su Epic Games Store. La versione completa del gioco è prevista per il 2024.
Il naturalista britannico Nigel Marven fornisce la voce fuori campo durante il tutorial e altri dialoghi di gioco.

## Modalità di gioco
Prehistoric Kingdom è un gioco di simulazione aziendale, in cui i giocatori potranno costruire il proprio parco preistorico in cui ospitare dinosauri e altri animali estinti, simile nel concetto e nel gameplay ai giochi di Jurassic World Evolution ed il suo sequel, ma con un livello di personalizzazione più simile a Planet Zoo. Il giocatore può costruire recinti per ospitare gli animali e deve prendersi cura dei loro bisogni. Il giocatore deve anche soddisfare le esigenze degli ospiti che visiteranno il parco e garantire la loro sicurezza. Il gioco presenta un sistema di costruzione modulare, che consente al giocatore di utilizzare piccoli oggetti di scena e altri pezzi per creare edifici come serre o strutture complesse per gli ospiti. Il design degli animali mira ad essere il più scientificamente accurato possibile, prendendo nota dalle ultime scoperte scientifiche. Ogni creatura possiede tre o più skin tra cui scegliere, alcune delle quali rappresentano una diversa specie o un altro genere strettamente imparentato.
Animali attualmente nel gioco:
- Acrocanthosaurus
- Ankylosaurus
- Apatosaurus
- Archaeopteryx
- Argentinosaurus
- Brachiosaurus
- Brontosaurus
- Camarasaurus (lentus / grandis / supremus)
- Carcharodontosaurus
- Charonosaurus
- Coelodonta
- Coelophysis
- Deinocheirus
- Dilophosaurus
- Dryosaurus
- Edmontosaurus (regalis / annectes)
- Elasmotherium
- Iguanodon
- Juxia
- Lambeosaurus
- Leaellynasaura
- Mammuthus
- Megaloceros giganteus
- Microraptor
- Muttaburrasaurus
- Nasutoceratops
- Ouranosaurus
- Panthera atrox
- Panthera spelaea
- Pachyrhinosaurus (lakustai / canadensis / perotorum)
- Paraceratherium (bugtiense / transouralicum)
- Parasaurolophus (walkeri / cyrtocristatus)
- Plateosaurus
- Protoceratops
- Psittacosaurus (sibiricus / mongoliensis / sp.)
- Scelidosaurus
- Sinotherium
- Smilodon (fatalis / populator)
- Styracosaurus
- Spinosaurus
- Tarbosaurus
- Torvosaurus (tanneri / gurneui)
- Triceratops (horridus / prorsus)
- Tyrannosaurus
- Ugrunaaluk
- Ursus spelaeus
- Velociraptor